# Sito archeologico di Monte Finocchito
Monte Finocchito è un sito archeologico dell'età del ferro ubicato nel territorio del comune di Noto, libero consorzio comunale di Siracusa, relativo a un insediamento del quale rimate traccia unicamente nelle via d'accesso e da una vasta necropoli. Il sito, la cui importanza storica è notevole all'interno della cultura di Pantalica, risulta di difficile accesso in quanto ricade su terreni privati.

## Scoperta e scavi archeologici
La prima scoperta risale al 1886, e il primo archeologo ad occuparsene fu Aldenhoven, che in località Balzo del Lupo riscontrò tre delle tombe che appartenevano a una necropoli ben più ampia. 
Successivamente gli scavi di Paolo Orsi, iniziati nel 1893 portarono alla luce centinaia di tombe (72 tombe sul versante sud, 199 sul versante nord.). 
Dallo stesso Orsi sarà scoperta una fortificazione, segno della presenza di un centro abitato fortificato sul monte, che, come Pantalica era collegato all'altipiano da una stretta sella, rendendolo quasi inespugnabile.
Della fortezza rimanevano, ai tempi di Orsi, solo un bastione semicircolare collegato, tramite un muro di cinta a un altro bastione più piccolo, ora scomparsi.
Nelle vicinanze furono trovati i resti di solchi, segno di una strada carraia.
Le tombe sono quasi tutte a grotticella artificiale, monosome o polisome. La peculiarità della cultura del Finocchito è la presenza di piani rialzati di roccia calcarea nelle tombe, su cui si poggiava la testa del defunto.

## Storia
Il sito archeologico è ascrivibile alla prima età del ferro, lungo un ampio periodo che si può suddividere in due fasi: la prima fase (Pantalica III) che va dal IX all'VIII secolo a.C., e una seconda fase che va dalla fine dell'VIII secolo (arrivo dei Greci in Sicilia e fondazione di Siracusa) fino al 660 a.C (quando Siracusa fonda le diverse colonie sui Monti Iblei).
Nella prima fase le tombe sono poco numerose, mentre nell'ultima fase la necropoli si espande con un numero maggiore di tombe vicine.
Alla seconda fase si colloca la fortificazione scoperta da Paolo Orsi.

## Reperti archeologici
Fra i ritrovamenti archeologici risalenti alla prima fase vi sono: fibule ad arco serpeggiante sia in bronzo, sia in ferro, e vasellame (oinochoai, askoi e scodelle) con decorazioni semplici (solcatura parallela o ceramica piumata).
I ritrovamenti archeologici riferibili alla seconda fase risentono fortemente della colonizzazione greca, e degli scambi con le colonie elleniche: sono stati infatti ritrovati monili in bronzo come collane, anelli, braccialetti. Le fibule di bronzo invece sono a staffa e spesso impreziosite con materiali come ambra, avorio o osso.
Il vasellame del secondo periodo è costituito da oinochoai, kotylai e coppe con forme e motivi geometrici di influenza corinzia.
Il materiale è custodito presso il Museo archeologico Paolo Orsi di Siracusa e il Museo Civico Archeologico di Noto.

## Identificazione del sito
Monte Finocchito è probabilmente l'esempio più emblematico del passaggio dalla fase di Pantalica III a quella di Pantalica IV.
Nella fase III, la popolazione è in numero esiguo, proprio perché i Siculi vivono soprattutto vicino le coste e lungo i fiumi. Solo con l'arrivo dei Greci (seconda metà dell'VIII secolo), si ha un arretramento verso i colli inespugnabili come Noto Antica e Avola Antica.
Dunque gran parte della popolazione emigra verso centri isolati, arroccati sulle montagne: sono riferibili a questo periodo gli scambi commerciali tra Greci e Siculi, testimoniati dalla cospicua presenza di vasellame di fattura greca.
Essendo il sito a est del fiume Tellaro, è molto probabile che dopo la fondazione di Eloro, i Greci di Siracusa utilizzassero questa via d'acqua per raggiungere l'insediamento.
Successivamente, dopo la fondazione di Akrai, il sito scompare, probabilmente per la conquista e l'abbandono definitivo da parte dei Siculi.